# Wu-jüe
Říše Wu-jüe (čínsky pchin-jinem Wúyuè, znaky zjednodušené 吴越, tradiční 吳越) byl v letech 907–978 jeden z jihočínských států období Pěti dynastií a deseti říší. Rozkládal se v moderní provincii Če-ťiang, později připojilo i přilehlé části provincie Fu-ťien. Vznikl roku 907, když Čchien Liou, ovládající zmíněný region, uznal svržení posledního císaře říše Tchang a nástup říše Pozdní Liang v severní Číně, přijal od lingského císaře titul krále Wu-jüe a vládl prakticky nezávisle. Království Wu-jüe patřilo mezi nejmocnější jižní státy, bylo známé svou učeností a kulturou. Království zůstalo nezávislé do roku 978, kdy se vzdalo říši Sung.

## Historie
Ke konci říše Tchang autorita její vlády klesala a povstání Chuang Čchaoa v letech 874–884 ještě více oslabilo moc ústředních úřadů. V následujících desetiletích regionální vojenští guvernéři ťie-tu-š’ spravovali svěřená území prakticky nezávisle.
V Če-ťiangu byl koncem 9. století nejmocnější Tung Čchang, který od konce 70. let stál v čele místní domobrany zorganizované proti povstalcům a banditům a roku 887 odstranil guvernéra Che-tungu Liou Chan-tunga. Nestačilo mu postavení ťie-tu-š’ Če-tungu, a roku 895 se prohlásil císařem Jüe, ale v tchangském jménu se proti němu postavil jeho generál Čchien Liou, který ho na podzim 896 porazil a zabil. Čchien Liou poté ovládl Če-ťiang jako ťie-tu-š’ oblastí Čen-chaj a Tung-chaj, přičemž sídlil v Chang-čou. S konsolidací své moci začal budovat řádnou státní správu do níž nabíral vzdělané úředníky. Roku 902 byl jmenován knížetem z Jüe (Jüe wang) a roku 904 ještě knížetem z Wu (Wu wang). Ču Wen, ovládající většinu severní Číny, zprvu z pozice nejvlivnějšího muže tchangské vlády a od roku 907 císaře říše Pozdní Liang, čelil jak nepřátelům na severu (šatoským knížatům Li Kche-jungovi († 908) a jeho synovi Li Cchun-süovi, ovládajícím Šan-si), tak na jihu (království Wu, rozkládající se severně a západně od Wu-jüe). Loajální, byť nezávislé, Wu-jüe bylo proto pro něj přínosem, jak kvůli protiváze Wu, tak kvůli ekonomickým vztahům. Ve snaze získat Čchien Liouovu podporu, mu roku 907 Ču Wen udělil titul krále Wu-jüe (Wu-jüe wang). I později zasílal dary a uděloval vysoké čestné tituly Čchien Liouovi a jeho příbuzným. Čchien Liou oplátkou uznal Ču Wenovu formální nadřazenost, ale svému území vládl nezávisle. Vyhlásil i vlastní éru vlády, byť ve vztazích s vládci severní Číny používal na znamení formální podřízenosti jejich éry a zasílal jim tribut.
Strategické postavení Wu-jüe se zhoršilo roku 918, kdy Wu dobylo dosud nezávislý kraj Čchien-čou (dnes Kan-čou v jižním Ťiang-si) podporovaný státy Wu-Jüe, Min a Čchu. Přes Čchien-čou totiž procházela vnitrozemská dopravní trasa z Wu-jüe a Min na sever územím států Čchu a Ťing-nan do severočínských říší. Po roce 918 wujüeským poslům a obchodníkům cestujícím na sever nezbylo než používat výrazně kratší, ale nebezpečnější plavbu po Východočínském moři do Šan-tungu. Roku 923 Čchien Liou obdržel od císaře říše Pozdní Liang vyšší titul král země Wu-jüe (Wu-jüe kuo-wang), ojedinělý titul kuo-wang ho stavěl nad ostatní krále (wang). Království Wu protestovalo s tím, že jméno Wu se vztahuje k zemím státu Wu a nikoliv státu Wu-jüe. Čchien Liou poté přejmenoval svůj palác, úředníky i služebnictvo s použitím titulů a označení funkcí používaných v císařstvích, prakticky se choval jako císař ve všem kromě používání samotného titulu císař. Vyvyšování se Čchien Lioua vedlo pozdnětchangský dvůr roku 929 k přerušení diplomatických styků, ale už roku 931 byly vztahy obnoveny.
Wu-jüe mělo napjaté vztahy, které čas od času vyústily ve válečné střety, s Wu a státem Jižní Tchang, nástupcem Wu. Přátelské vztahy udržovalo s jihozápadním sousedem, královstvím Min. Diplomatické styky navázalo též s dalšími jihočínskými státy, Ťing-nan, Čchu a Jižní Chan. Roku 919 Wu požádalo vládu Wu-jüe o uzavření míru, který vydržel dvě desetiletí, a přežil i změnu státu Wu ve stát Jižní Tchang.
Po úmrtí Čchien Lioua se novým králem Wu-jü stal jeho syn Čchien Jüan-kuang, roku 941 následovaný svým synem Čchien Chung-cuoem. Roku 947 nastoupil na trůn Čchien Chung-cuoův bratr Čchien Chung-cung, vzápětí svržený generálem Chu Ťin-s’em, který na trůn dosadil dalšího Čchien Chung-cuova syna, Čchien Chung-čchua. Za vlády rodu Čchien se Wu-jüe těšilo z vnitřního míru, který umožnil ekonomický a kulturní rozvoj. Vláda zorganizovala výstavbu přehrad a kanálů, kterou vedl nově zřízený specializovaný úřad pro vodní díla. Země byla známá výrobou a exportem hedvábí, papíru a porcelánu. Živě se rozvíjel námořní obchod se severovýchodem Číny, Japonskem, i jihovýchodní Asií. Administrativně se dělilo na třináct krajů čou, mělo početné obyvatelstvo, přibližně 550 700 domácností.
Ve 40. letech 10. století se stát Min začal rozpadat ve vnitřních rozbrojích, nakonec roku 945 jeho většinu obsadila jižnětchangská armáda. Minští představitelé ve Fu-čou se však roku 946 se poddali Wu-jüe a požádali jej o pomoc. Wujüeská armáda následně porazila jižnětchangské oddíly, obsadila Fu-čou a připojila jej ke svému území. Roku 956 severočínská říše Pozdní Čou požádala Wu-jüe o podporu ve válce se státem Jižní Tchang. Wujüeská vláda po intenzivní debatě souhlasila, nicméně wujüeská armáda byla tchangskými oddíly odražena. Válka však roku 958 skončila čouským vítězstvím a říše Jižní Tchang byla nezvratně oslabena: ztratila všechna území severně od řeky Jang-c’-ťiang, její panovník se vzdal císařského titulu, a přestala být pro Wu-jüe hrozbou. Naproti tomu zesílení severočínské říše Pozdní Čou (resp. od roku 960 říše Sung) a bližší sousedství s nimi nutilo Wu-jüe k silnějším projevům podřízenosti vůči severu.
Roku 975 říše Sung dobyla sousední stát Jižní Tchang, vláda Wu-jüe viděla odpor jako beznadějný a rozhodla se vzdát Sungům. Kvůli úmrtí sungského císaře Tchaj-cua roku 976 a následném smutku se přechod Wu-jüe pod sungskou správu protáhl a odložil do roku 978. Změna proběhla v klidu, poslední wujüeský panovník Čchien Chung-čchu obdržel titul krále země Chuaj-nan (Chuaj-nan kuo-wang), také členové jeho rodiny a wujüeští hodnostáři si zachovali tituly a hodnosti.

## Panovníci
| Jméno                 | Jméno            | Jméno                                                         | Portrét | Narození Úmrtí | Vláda   | Éra vlády                                                                  |
| posmrtné              | chrámové         | příjmení a osobní jméno                                       | Portrét | Narození Úmrtí | Vláda   | Éra vlády                                                                  |
| --------------------- | ---------------- | ------------------------------------------------------------- | ------- | -------------- | ------- | -------------------------------------------------------------------------- |
| Wu-su wang 武肅王     | Tchaj-cu 太祖    | Čchien Liou 錢鏐                                              |         | 852–932        | 907-932 | Tchien-pao (天寶, 908–912) Pao-ta (寶大, 924–925) Pao-čeng (寶正, 926–931) |
| Wen-mu wang 文穆王    | Š’-cung 世宗     | Čchien Jüan-kuang (錢元瓘) do 932 Čchien Čchuan-kuan (錢傳瓘) |         | 887–941        | 932-941 | –                                                                          |
| Čung-sien wang 忠獻王 | Čcheng-cung 成宗 | Čchien Chung-cuo (錢宏佐) nebo Čchien Cuo (錢佐)              |         | 928–947        | 941-947 | –                                                                          |
| Čung-sün wang 忠遜王  | –                | Čchien Chung-cung (錢宏倧) nebo Čchien Cung (錢倧)            |         | 929–971        | 947     | –                                                                          |
| Čung-i wang 武懿王    | –                | Čchien Chung-čchu (錢宏俶) později Čchien Čchu (錢俶)         |         | 929–988        | 948-978 | –                                                                          |
| 1.                    |                  |                                                               |         |                |         |                                                                            |